# Răstolița
Răstolița là một xã thuộc hạt Mureș, România. Dân số thời điểm năm 2002 là 2228 người.